# Mérey-sous-Montrond
Mérey-sous-Montrond é uma comuna francesa na região administrativa de Borgonha-Franco-Condado, no departamento de Doubs. Estende-se por uma área de 10,79 km². Em 2010 a comuna tinha 446 habitantes (densidade: 41,3 hab./km²).